# Cloudless
Cloudless (Cloudless Orchestra) — український гурт, до якого входять Антон Панфілов, Віктор Жуков та Олександр Ковачов. Гурт заснований 2017 року. Відомий саундтреками до телесеріалу «Школа», багатьох українських тв-шоу, кінофільмів, серіалів та участю у двох національних відборах: на «Євробачення 2020» та «Євробачення 2022».

## Історія
Гурт було створено 2017 року Євгеном Тютюнником та Антоном Панфіловим, тоді й набув широкої популярності завдяки пісні «Між світами», що стала саундтреком до телесеріалу «Школа». Також пісні цього гурту лунають у серіалах «Папаньки», «Сидоренки-Сидоренки», фільмі «Зустріч однокласників» та багатьох розважальних шоу: «Хата на тата», «Холостяк», «Холостячка», «Кохання на виживання», «Чотири весілля», «Зважені та щасливі».
У 2017—2018 роках гурт виконував здебільшого попелектронні пісні. 2019 року гурт спершу влітку випустив концептуальний попрок-альбом «Маяк» про екзистенційний пошук та подолання, втім, майже одразу гурт покинув вокаліст та автор пісень Євген Тютюнник і гурт оголосив про припинення існування. Наприкінці 2019 року гурт відновлено, до них долучились гітарист Михайло Шатохін, а також учасник 10 сезону «Х-фактору» Юрій Каналош. Зрештою, гурт став учасником Національного відбору на Євробачення-2020 з дещо рок-н-рольним і водночас виконаним у стилі інді-попмузики синглом Drown Me Down.
Навесні 2020 року Юрій Каналош покинув гурт. У липні на його місце, шляхом голосування, було обрано нового вокаліста Василя Демчука для роботи над кількома піснями з гуртом — колишнього учасника шоу «Голос країни 8». Тоді ж до гурту приєднався і новий ударник — Олександр Ковачов.
Після карантинної паузи Cloudless повернувся з прем'єрою синглу «Думки». Першими пісню почули глядачі телевізійного проєкту «Супер Топ-модель по-українськи», а вже 27 листопада вона з'явилась на медіаплатформах у двох версіях — українськомовній та англомовній. Так само як пісня має два варіанти, у двох варіаціях зняте й відео на неї.
Гурт став одним з восьми фіналістів Національного відбору на Євробачення-2022 з піснею «All be Alright». За результатами голосування Cloudless отримав від журі 1 бал, від глядачів – 4 бали та посів сьому сходинку рейтингу.
Навесні 2022 року, гурт вирушає у благодійний тур у Європою у підтримку України, де долає 13500 кілометрів, грає концерти у 10 країнах та збирає гроші для Збройних Сил України. У середині цього ж року гурт трансформується у Cloudless Orchestra та представляє передостанній сингл з Юрієм Каналошем. У березні 2023 року Cloudless Orchestra представляє останню пісню з Юрієм Каналошем та продовжує працювати над новими релізами.

## Музичні відео
| Рік  | Назва         | Альбом     | Режисер             | Примітки                       |
| ---- | ------------- | ---------- | ------------------- | ------------------------------ |
| 2017 | Між Світами   | Міжсвітами |                     |                                |
| 2018 | VDCHVT        |            | Олександр Шкрабак   |                                |
| 2019 | Ми Одне       | Маяк       | Євген Козеко        | feat. Яна Шемаєва (Jerry Heil) |
| 2019 | Бувай         | Маяк       | Олександр Добрєв    |                                |
| 2020 | Drown Me Down |            | Олег Борщевський    |                                |
| 2020 | Думки         |            | Олександр Євтушенко |                                |
| 2020 | Slow          |            | Олександр Євтушенко |                                |